# Akotropis antica
Akotropis antica är en insektsart som beskrevs av Jacobi 1941. Akotropis antica ingår i släktet Akotropis och familjen vedstritar. Inga underarter finns listade i Catalogue of Life.